# 2009年度SINA Music樂壇民意指數頒獎禮
SINA Music樂壇民意指數頒獎禮2009，於2010年1月26日假香港國際展貿中心舉行，主題為「爆出樂壇開心花!」，主持為周子駒、楊愛瑾，當晚共頒發24個項目，其中14項「我最喜愛」獎項為由網民選舉得出，別具意義，總共45個獎項，以下為當晚的得獎名單：

## 得獎名單
- SINA Music最高收聽率二十大歌曲
  - 《叮叮車》 ——薛凱琪
  - 《借》 ——鄭融
  - 《年度之歌》 ——謝安琪
  - 《就算世界無童話》 ——衛蘭
  - 《月亮代表我的心》 ——方大同
  - 《報告總司令》 ——周柏豪
  - 《你瞞我瞞》 ——陳柏宇
  - 《Yes & No》 ——張敬軒
  - 《給自己的信》 ——鍾舒漫
  - 《日夜想你》 ——鍾嘉欣
  - 《Here We Are》 ——吳雨霏
  - 《地球很危險》 ——古巨基
  - 《搜神記》 ——容祖兒
  - 《今天終於知道錯》 ——陳偉霆
  - 《二缺一》 ——蔡卓妍
  - 《月亮說》 ——王菀之
  - 《B.O.K》 ——側田
- SINA Music 合唱歌曲大獎
  - 《我的回憶不是我的》 ——泳兒、海鳴威
- SINA Music 新浪直播室 - 最高收視大獎
  - 《給自己的信》新碟專訪 ——鍾舒漫
- SINA Music 最高收視MV大獎
  - 《慕容雪》 ——薛凱琪
- SINA Music 全碟試聽 —最高收聽率大碟
  - 《Wish》 ——衛蘭
- SINA Music 最高點擊率歌手
  - 蔡卓妍
- SINA MUSIC 創作概念大碟
  - 《On Wings of Time》 ——王菀之
- SINA MUSIC LIVE 現場演繹大獎
  - 自彈自唱Music Live ——at17
- SINA MUSIC 傑出音樂人大獎
  - 方大同
- SINA MUSIC 傑出表現大獎
  - 蔡卓妍

- 我最喜愛至尊國語金曲
  - 《紅豆》 ——方大同
- 我最喜愛唱作人
  - 王菀之
  - 側田
- 我最喜愛演唱會
  - 《峯．情無限演唱會Let's Get Wet》 ——林峯
- 我最喜愛男新人
  - 金獎：李治廷
  - 銀獎：周子揚
  - 銅獎：洪傑
- 我最喜愛女新人
  - 金獎：麥家瑜
  - 銀獎：樂瞳
  - 銅獎：徐子珊
- 我最喜愛至尊大碟
  - 《H3M》 ——陳奕迅
- 我最喜愛全國男歌手
  - 陳奕迅
- 我最喜愛全國女歌手
  - 容祖兒
- 我最喜愛全國組合
  - S.H.E
- 我最喜愛男歌手（香港）
  - 陳奕迅
- 我最喜愛女歌手（香港）
  - 容祖兒
- 我最喜愛男組合（香港）
  - RubberBand
- 我最喜愛女組合（香港）
  - at17
- 我最喜愛至尊金曲
  - 《搜神記》 ——容祖兒

## 媒體播放
於香港、中國、台灣新浪網上直播及重溫。另外，本年度之賽果並不計算入四台聯頒音樂大獎內。

## 外部連結
- SINA Music樂壇民意指數頒獎禮2009

## 參看
- SINA Music樂壇民意指數頒獎禮